# César Solaun
Solaun  Solana est un nom espagnol. Le premier nom de famille, en général paternel, est Solaun ; le second, en général maternel, souvent omis, est Solana.
César Solaun Solana, né le 29 décembre 1970 à Bilbao, est un ancien coureur cycliste espagnol. Professionnel de 1994 à 2002, il a été l'un des principaux coureurs de l'équipe basque Euskadi à ses débuts. Il a ensuite couru pour la Banesto, avec laquelle il a remporté le Tour de La Rioja. Il a mis fin à sa carrière au début de l'année 2003, faute d'avoir trouvé un nouvel employeur.

## Palmarès
- 1995
  - 2e étape du Tour des vallées minières
- 1996
  - 1reb étape du Tour de La Rioja (contre-la-montre par équipes)
- 1997
  - 1reb étape du Tour de La Rioja (contre-la-montre par équipes)
  - 2e du championnat d'Espagne sur route
  - 3e de la Clásica de Sabiñánigo
- 1998
  - 3e étape du Tour de l'Alentejo
  - 3e du Tour de l'Alentejo
- 2001
  - Tour de La Rioja
    - Classement général
    - 2e étape

  - 4e de la Flèche wallonne

## Résultats sur les grands tours

### Tour de France
2 participations
- 1998 : abandon de l'équipe Banesto à la 17e étape
- 1999 : 39e

### Tour d'Espagne
4 participations
- 1994 : 69e
- 1996 : 38e
- 1997 : abandon
- 1999 : 66e

### Tour d'Italie
1 participation
- 2001 : 28e